# ショコラの魔法
『ショコラの魔法』（ショコラのまほう）は、みづほ梨乃による日本の漫画作品。『ちゃお』（小学館）および『ちゃおデラックス』（同）にて2024年11月号まで不定期掲載された。またちゃお公式Web漫画サイトちゃおプラスにて2024年8月10日より奇数月、20日頃の不定期連載を開始、ちゃおデラックスの休刊に伴い以降本サイトにて移行連載される。単行本は2024年2月現在、同社のちゃおコミックスより既刊23巻。『ちゃお』2011年4月号からDVD付録でOVAとしてアニメ化されている。2021年6月に山口真帆主演で実写映画版が公開。2020年4月時点でシリーズ累計発行部数は180万部を記録している。2021年、第66回小学館漫画賞児童向け部門を受賞。

## あらすじ
深く濃い森の中、悩む人のもとにだけ現れるチョコレート屋「ショコラ・ノワール」。食べると願いが叶う不思議なチョコレートを作っているショコラティエで魔女である哀川ショコラはチョコレートを売る代わりに「あなたの大切なもの」をひとつ奪っていく。代償を払い願いを叶えた先にあるのは希望か、絶望か―――――。

## 登場人物

### ショコラ・ノワール
哀川 ショコラ（あいかわ ショコラ）
声 - ゆかな
本作の主人公。食べると願いの叶う魔法のチョコレートを作るショコラティエで、漆黒のゴスロリファッションを身にまとう美少女。彼女の店『ショコラ・ノワール』の元には願いを持つ多くの客がやってくる。
過去に父の秀我を亡くしており（母は不明）、その際にチョコレートの悪魔・カカオ（後述）から、秀我に与えるはずであった「人の心を抽出する力」をもらい、「黒き魔女・ショコラノワール」となった。幼少期に秀我の店が燃えたときのトラウマから炎を苦手としており、時には倒れてしまうこともある。
父の死後はカカオと一緒に暮らしていて、徐々にカカオに好意を抱きはじめている。
基本的にクールな性格でポーカーフェイスだが、カカオがブランシェに殺されそうになった時に一度だけ声を荒らげたことがある。代償をもらうときは、「いただいていくわね、あなたの〇〇」、チョコを食べた者が悪人なら、「〇〇な者、黒き闇に堕ちていきなさい」、ごく稀にチョコを食べた者が善人の場合、「〇〇な者、白き光に捧げなさい」と言う。
カカオ・テオブロマ
声 - 宮田幸季
ショコラの父・秀我が呼び出したチョコレートの悪魔でショコラの相棒でもある青年。どことなく冷たい目つきの美形だが、普段は黒猫の姿で過ごしている。秀我の契約を継いだショコラに魔力を授け、共に暮らしている。何かとショコラに執着している所があり、色々と謎が多い。

### ショコラの関係者
哀川 秀我（あいかわ シュウガ）
声 - 緑川光（OVA第1シリーズ 第6話）
ショコラの父で、凄腕のショコラティエ。その才能は一流だったが、自信過剰でさらっと人を傷つけかねない言葉を言いやすく、それが原因で獅堂の怒りを買い、逆恨みされることとなった。
彼の才能をねたむ師匠である獅堂の企みで経営するチョコレート屋とレシピを燃やされ、「究極のチョコレート」を求めて奔走した。その後、カカオと契約しようとした際にショコラを生贄にしようとしたが、娘への愛から正気に戻りためらったため、ショコラの身代わりとなる形でその場で急死した。
ショコラの祖父
声 - 佳月大人（OVA第2シリーズ第1話・通算OVA第10話）
ショコラの祖父で、秀我と同様に故人。フランス人である。
ショコラの館には、ある鍵でないと開かない祖父の部屋がある。
獅堂 龍山（しどう りゅうざん）
声 - 星野充昭（OVA第1シリーズ 第6、9話）
秀我のチョコ作りの師匠。
自分以上のショコラティエとなった秀我をねたみ、殺そうとしていた。カカオ豆が秀我の店に回らないようにあらゆる店に脅しをかけ、遂には秀我の店を放火した。秀我の憎悪の心で作られたショコラのチョコレートを食べ、味覚を奪われた。
味覚を失ったその後は精神を病み、自分の息子（光牙の父）にショコラへの恨みを吐きつつ、喚きながら亡くなったことが語られている。
獅堂 光牙（しどう こうが）
龍山の孫。駆け出しのショコラティエの青年。幼少の頃にショコラと出会っていたが、ショコラ本人は覚えていなかった。
狡猾な祖父や実父とは違い、チョコ作りに関しては正々堂々と勝負したいという真っ当な志を持つ良心的な性格の持ち主。ショコラに密かな好意を寄せていた。
ショコラ・ノワールを訪れ、かつて秀我が優勝した関東製菓コンクールにショコラを誘うが、それは祖父の仇として彼女を恨んでいた実父から仕向けられたものだった。しかし光牙本人は彼女と真っ向から勝負をしたかっただけで、そのつもりではなかった。ショコラのチョコレートを食べ、その代償にショコラに関する記憶を失った。
その数年後、新聞でも紹介される程の有名なショコラティエに成長し、ショコラに関する記憶は失いながらも「ショコラ・A」として微かに彼女の事を覚えていた。
獅堂シェフ
光牙の父で、龍山の息子。下の名前は不明。
父親譲りの狡猾な性格で、亡くなった父から味覚を奪ったショコラに強い恨みを持つ。
ミル
ショコラが駆け出しの魔女だった頃、偶然魔界のサバトに迷い込んだ際助けてくれた人間の少年。年齢は不明だがショコラの同年代か少し上と思われる。彼もまた魔界に迷い込んでいたが、ショコラとは違いそのまま魔界に移り住み、母代わりとなった魔女エルザと暮らしていた。しかしエルザが突然病に倒れ、魔法も使えず魔界で暮らすスキルもないミルは泥棒で暮らしを凌ぐしかなかった。数年後、サバトで願いが叶うチョコがあると聞き、チョコを買う余裕がないため盗んだ際にショコラと再会した。
ショコラとカカオが家まで駆けつけ、さらに自分が助けた少女がチョコレート屋の主人になっていたことに驚愕した。そこでにぎやかしいことに気づいたエルザが現れ、泥棒をしている事情を話せざるを得ないこととなった。そしてエルザの病を治して2人で魔界に暮らしたいと願った。ショコラはチョコレートで作った塗薬ショコラ「ソリッドパフューム」を与えた。ただし人間のお客のため代償を払わなければならず、その代償が何かに察しがついたのかショコラと交わした約束「人間界で再び会おう」と言ったことを思い出し果たせなかったことを謝罪した。代償はショコラとの全ての思い出。

### カカオの関係者
ブランシェ
「白き魔女」と呼ばれる、ショコラと同じショコラティエ。
カカオのことが大好きで、カカオと一緒にいるショコラを憎んでいる。
ショコラとは正反対に純白のロリータファッションのショートドレスを着ている。愛くるしい純粋そうな見た目だが、他人の命を何とも思わない冷酷な本性を持つ。ブランシェの店「サロン・ド・ブランシェ」では、願いをかなえるごとに、他人の魂を生贄としてもらっている。
その正体は白雪（カカオの前契約者）の魂が入った失敗作の人形。
ブランシェとして生まれた後、カカオと共に、生贄と引き換えに魔法のチョコレートで強い欲を持ったあらゆる人々の魂を集めていた。しかし、その途中にブランシェのチョコレートで人生が崩壊した客達からクレームをつけられ、暴行を受けてしまう。人形である肉体が半壊し、人形師の傀儡に預けられると同時にそのままカカオと疎遠になってしまった。
その後カカオと再会を果たすが、彼がショコラと組んでいることにショックを受ける。それ以来、カカオを取り戻すためにショコラを殺そうと暗躍するが、実は何者かに操られている模様。
アンバードロップで集まった生贄で人間の姿となり、白雪としてカカオに迫るも見放され、手に入れた人間としての肉体も結局不完全だったため、泡となって消滅してしまう。しかし消滅する直前、ある人物（後述）の声に唆され、カカオを殺そうとするが、ブランシェの中にある白雪の心によって思い留まるも、その人物の使い魔の蜂達によって白雪の魂を奪われてしまう。
後に傀儡の手によって再び人形の肉体で復活すると同時に彼と手を組み、悪の結晶を集めている。
白雪（しらゆき）
ショコラが17世紀のフランスで出会った少女。本名はブランシュ・ネージュである。ブランシェに大きな関わりを持っている。
両親を早くに亡くし、一時は肺病を患っていた。自分に優しくしてくれた町民達に恩返しをするためにカカオと契約し、キセキの力を得る。しかし、その力を恐れた警兵隊に捕らえられ、死罪の判決をくだされる。初めは殺されることを恐れた町民達から見放されてしまう。しかし、テオやショコラによってキセキの力の代償で怠惰な心を失った町民達に助けられ、彼らからの感謝の言葉に涙を流した。ショコラを元の時代に戻すために、自分の力と未来を封じたローズマカロンを食べ、永い眠りについた。そのことを悔やんだカカオは、傀儡に頼み彼女の魂を宿した人形（今のブランシェ）を作った。
テオ
白雪の友人。白雪に恋心を抱いており彼女をどのようなことをしてでも守ろうとする。
その正体は、彼女と契約を交わした昔のカカオ。
クオレ
魔界の図書館の司書をしている悪魔の少年。ショコラを「マドモアゼル」と呼ぶ。
魔界図書館で人間の心を調べていたカカオに、もう一度人間界に行ってみるように促し、カカオを召喚する魔術書を人間界のフランスに落とした。その魔術書は、偶然フランスを訪れていたショコラの父である秀我に発見され、契約のきっかけをつくった。カカオの幼少期のアルバムを所持していた。

### 傀儡とその関係者
天峰 傀儡 （あまみね くぐつ）
人間の魂を融合した魔法の人形を創る人形師の青年。
カカオとは古くからの友人で、彼の願いによりブランシェの体を作り、彼女を魔法で動かせるようにしたが、後に客達からのクレームで暴行を受け、肉体が半壊したブランシェを預かっていた。また、他人の何かを奪い相手のものにする魔法を使い、少女たちの願いを叶える。
本来の人形師としての姿は明るい茶髪だが、少女たちの傍にいる時は黒髪の執事に変身している。
実はある人物の頼みで、ブランシェの器である人形を密かに作っていた。しかし、後に復活したブランシェと手を組むようになる。
かつては日本の農村で暮らしていた人間の子供だったが、両親に見放され、預け先だった親戚からにも激しい暴行や仕打ちを受ける生活を続けていた。しかし、ある日一瞬の隙をついて逃げ出し走り続けた結果、魔界のシャルロッテが営む店にたどり着いた。魔物たちに見つかりおもちゃにされそうになったところで彼女に捕まり、困った挙句自分を弟子にしてくれと要求した。それからは「グー」と名付けられ、シャルロッテの弟子として二人三脚歩んでいた。
自身が青年になった頃、思い切ってシャルロッテの魔女の力が欲しいと懇願、悩んだ末にシャルロッテは自分の想い人である悪魔への復讐を条件に譲渡した。それ以来、シャルロッテの魂をコアにして魔力を持った人間「魔女殺し」として不老の身体と魔法を行使、少女たちの願いを叶え続けている。だが傀儡は魔界に居づらい不確実な存在のためいずれは悪魔になりたいと願っておりブランシェとある人物の協力をしている。また過去の出来事から人間を強く憎んでおり、悪魔の契約に翻弄される魔女を救うことを目的としている。
シャルロッテ
傀儡の過去に登場する魔女。魔女のマントを纏い、古めかしい口調で喋る。
かつては人間で、悪魔と契約しておもちゃ作りの魔女になった後は魔界でおもちゃ作りの工房兼店を営んでおり、住民から大きな評判を得ていた。迷い子だった傀儡を「グー」と名付けて弟子にし、時には姉のように母のように育てていた。ある日、店の功績が称えられ魔界の王宮に招待されるが、人間の子供だったグーを匿っていることがバレてしまう。その際に店の名声かグーを守るか悩んだ末に後者を選び、彼と共に夜逃げ同然に姿をくらました。
十数年後、おもちゃ作りを諦め山奥の荒野に居を構えたシャルロッテとグーは掃除中に王宮の手紙を見つけてしまう。シャルロッテはあの時王宮で認められれば自分と契約していた悪魔が振り向いてもらえるかもしれない絶好の好機だったこと、そしてグーをかばったことで叶わなかったこと、あの悪魔は自分のことを役立たずと罵り去ったが見返したい一心でおもちゃを作り続けていたけど、共に過ごした日々が頭から離れなくて仕様がないことを吐露した。その際グーが魔女の力を欲しがっていたことを知り、シャルロッテは条件付きでグーに譲渡して魔女の効力を失い、その命を終えた。死後、魔界の墓場に埋葬され傀儡が墓守をしている。ハニーミルクという飲み物とお菓子が大好物だったため、傀儡は墓前の供物にカカオを通じてショコラにハニーミルクチョコレートを依頼した。
シャルロッテと契約した悪魔
シャルロッテにおもちゃ作りの魔女の契約をさせた悪魔。
カカオに似た美形の青年の姿をしているが、カカオより耳が尖がっており、表情には冷酷さが表れている。また口が悪く、契約したシャルロッテが役に立たない魔女だと知ると立ち去り、二度と会うことはなかった。
レイナ
傀儡が19世紀のロンドンの街で出会った少女。
両親は既に亡くなり、意地悪な叔父夫婦の家から逃げ出していた時に傀儡と出会い、「この貧乏な生活を捨てて、プリンセスみたいな生活がしたい」と願い、願いを叶えた際には自身の身体を人形に変える取引と引き換えに傀儡と契約を交わした。契約した魔法はレイナが傀儡に願うことと引き換えに誰かから願いに関することを奪う魔法であった。
しかし、契約で与えられたものに心は満たされなくなり、奪われた者たちが悪夢として出るほど強い罪悪感に襲われた。次第に愛を求めるようになり、叶えた先は本人が望まない人との婚約であった。そしてレイナは契約の終わりを告げ、傀儡に思いを寄せていることを明かした。最期は永遠に彼のそばにいられることを願い、人形に姿を変えた。
傀儡は不遇な境遇からか思い入れがあり、大切な人形として扱っている。後にショコラからフェイクチョコレートのペンダントを贈られている。

### その他の主要人物
氷室 ソルベ（ひむろ ソルベ）
アイスクリーム専門職人・グラシエで、魔法のアイスクリームをつくれる魔女。垂れ目でショートヘアの少女。実は小学2年生。
いつも双子の姉のグラスと一緒に行動しているが、この姉は後述する悪魔が変身したものである。本当の姉は一年前、病気で既に亡くなっている。
いつもオドオドしてグラスの後ろに隠れている事が多いが、グラスの事はとても気にかけている。自分のために命を失いかけた時は「お姉ちゃんを2回も失いたくない」と泣いた。いつかショコラのように店を持って、グラスを心で満たしてあげたいと思っている。ショコラの計らいで、夏休み限定のアイスクリーム屋をひらいた。
氷室 グラス（ひむろ グラス）
ソルベと契約し、力を与えた悪魔。少々つり目でロングヘアーの少女。
ソルベに対して好意を抱いており、姉を亡くしたばかりで悲しんでいた彼女のために、姉の姿をとってそばにいる。今の姿を保つために魔力を限界まで使い続けたせいで、本来の姿に戻る方法を忘れてしまった為に命を失いかけた。しかし、ショコラとソルベの作ったグラス・オ・ショコラを食べ、元の悪魔の姿に戻った。
ソルベが傷つくのを見たくないからという理由で店を開くことに反対していたが、彼女の思いを知り許した。一時期その事で彼女とケンカし、魔力維持のために時おりショコラのお店でチョコを盗み食いしていたことがあった。
シキ
死の歌で人に死を告げる天使の少女。ゴシックパンク調の服に、天使の羽がついたスタンドマイクを常に握っている。「ドラジェ 恋人たちの奇跡」にて死の運命にある人を迎えに人間界に赴くも、その想い人が「ショコラ・ノワール」に接点を持ったこと、死の運命を挿げ替えたことがきっかけで巻き込まれ、最後はドラジェの力で運命が変わりチョコレートの力で自分の仕事が立ち消えたことへの怒りとショコラに関する興味を持ちその場を立ち去った。いつもは冷酷な表情だか、友人であるヨツハが想い人のために命を落とした際、どこか悲しげな表情をしたことから、人間らしい一面も残っている可能性がある。
謎の人物（仮称）
悪魔と魔女の魂を狙う謎の存在。使い魔に無数もの蜂を従えている。
ブランシェを影で操り、アンバードロップで集めた生贄で人間になろうとした彼女にカカオを殺すよう命じたが失敗し、白雪の魂を奪った。悪魔になることを目的とする傀儡とも深い繋がりを持ち、彼にブランシェの器である人形を作るよう依頼していた。

## 用語解説
ショコラ・ノワール
森の奥深くにあるチョコレート屋。
その店には魔女（哀川ショコラ）が住んでおり、彼女の作るチョコは全て願いを叶えられる力がある。ただし、客の1番大切なものを代償として1粒ごとにいただく。また、代償は客ごとに違い、善人は幸福をつかみ白き光にささげられ、悪人は黒き闇に堕とされる。
原則として1回しかチョコを売ってはくれないため、2回目はショコラに帰されてしまう。基本的に年中無休だが、バレンタインデーを定休日としている。
また、（余程のことがない限り）「顔の見えない客にチョコは売りたくない」との理由から、ネット通販は行っていない。
魔界
悪魔や魔女が住む世界。王宮がある。
ツタのつるの上に家々などが建ち込んでいるが、辺りが霧に覆われて怪しい雰囲気を醸し出している。また、住民の多くは人間を食べ物だと思っているため、カカオを異端とみなしている。人間の出入りは基本許されておらず、見つけ次第子どもであれ捕らえらてしまう。
魔界図書館
人間の魂が宿った本などを保管している。
たまに人間界につながることがあり、迷い込んだ人に本を貸し出すことができる。
サバト
悪魔や魔女がそれぞれ魔法道具を持ちよって出店を出し、交換する祭典。ショコラや傀儡、かつてのシャルロッテも出店していた。
魔界から人間界への無断の持ち込みは禁止で、破った者はその商品に吸い込まれてしまう。
キセキの力
白雪がカカオと契約して授かった力。自分自身を犠牲にして、願いを叶える。
悪魔
契約者の魂を生け贄に願いを叶える存在。
普段は猫の姿をまとって、契約者のそばにいる。人間の魂や心が好物。
魔女殺し
魔女の魂をもった人間のことを指す。
魔女に近い魔力と不老の力を持つことができるが、人間でも悪魔でもないため魔界では疎まれている。
悪の結晶
ブランシェと傀儡が集めている黒い結晶。
元々は純粋な心の結晶だが、強い欲望と嫉妬で黒く染まる。取り上げられた人間は動くことも考えることもできなくなり、廃人同然となってしまう。
麗徒学院（れいとがくいん）
作中で登場する有名な進学校。

## 書誌情報

### 単行本
- みづほ梨乃、小学館〈ちゃおコミックス〉、既刊24巻（2024年3月26日現在）
  1. 『ショコラの魔法（〜almond kiss〜）』2009年7月1日発売[5]、ISBN 978-4-09-132642-3
  2. 『ショコラの魔法〜bitter sweet〜』2010年3月1日発売[6]、ISBN 978-4-09-132884-7
  3. 『ショコラの魔法〜creamy sugar〜』2010年11月29日発売[7]、ISBN 978-4-09-133445-9
  4. 『ショコラの魔法〜dark spice〜』2011年4月11日発売[8]、ISBN 978-4-09-133774-0
  5. 『ショコラの魔法〜evil essence〜』2011年11月1日発売[9]、ISBN 978-4-09-134088-7
  6. 『ショコラの魔法〜fruity flavor〜 』2012年3月1日発売[10]、ISBN 978-4-09-134248-5
  7. 『ショコラの魔法〜guilty crunch〜』2012年8月1日発売[11]、ISBN 978-4-09-159119-7
  8. 『ショコラの魔法〜honey blood〜』2012年11月30日発売[12]、ISBN 978-4-09-134827-2
  9. 『ショコラの魔法〜ice shadow〜』2013年7月26日発売[13]、ISBN 978-4-09-135547-8
  10. 『ショコラの魔法〜jewel syrup〜』2014年1月31日発売[14]、ISBN 978-4-09-135720-5
  11. 『ショコラの魔法〜knocking egg〜』2014年7月1日発売[15]、ISBN 978-4-09-136268-1
  12. 『ショコラの魔法〜love flake〜』2014年11月1日発売[16]、ISBN 978-4-09-136608-5
  13. 『ショコラの魔法〜melty night〜』2015年9月1日発売[17]、ISBN 978-4-09-137627-5
  14. 『ショコラの魔法〜nutty carnival〜』2016年4月27日発売[18]、ISBN 978-4-09-138326-6
  15. 『ショコラの魔法〜odd cake〜』2017年8月29日発売[19]、ISBN 978-4-09-139456-9
  16. 『ショコラの魔法〜phantom decoration〜』2018年8月31日発売[20]、ISBN 978-4-09-870199-5
  17. 『ショコラの魔法〜queen candy〜』2019年8月2日発売[21]、ISBN 978-4-09-870592-4
  18. 『ショコラの魔法〜romantic flambe〜』2019年12月26日発売[22]、ISBN 978-4-09-870736-2
  19. 『ショコラの魔法〜salty leaf〜』2020年4月30日発売[3]、ISBN 978-4-09-871030-0
  20. 『ショコラの魔法〜tricky beans〜』2020年7月31日発売[23]、ISBN 978-4-09-871092-8
  21. 『ショコラの魔法〜under glace〜』2021年4月28日発売[24]、ISBN 978-4-09-871362-2
  22. 『ショコラの魔法〜vivid berry〜』2022年12月26日発売[25]、ISBN 978-4-09-871881-8
  23. 『ショコラの魔法〜witch sand〜』2023年11月24日発売[26]、ISBN 978-4-09-872461-1
  24. 『ショコラの魔法〜x-ing pie〜』2024年3月26日発売[27]、ISBN 978-4-09-872627-1

### 小説
- 穂積りく（1〜3、5巻・4巻協力）、藤原サヨコ（4巻）、小学館〈小学館ジュニア文庫〉
  1. 『ショコラの魔法〜ダックワーズショコラ 記憶の迷路〜』2011年7月14日発売、ISBN 978-4-09-230722-3
  2. 『ショコラの魔法〜クラシックショコラ 失われた物語〜』2012年2月8日発売、ISBN 978-4-09-230723-0
  3. 『ショコラの魔法〜イスパハン 薔薇の恋〜』2012年8月1日発売、ISBN 978-4-09-230729-2
  4. 『ショコラの魔法〜ショコラスコーン　氷呪の学園〜』2014年2月26日発売、ISBN 978-4-09-230753-7　
  5. 『ショコラの魔法〜ジンジャーマカロン　真昼の夢〜』2014年8月5日発売、ISBN 978-4-09-230775-9

### 関連書籍
- 『ショコラの魔法ファンブック H to I』2013年4月30日発売、ISBN 978-4-09-135339-9
- 『ショコラの魔法〜プレミアムコレクション〜』2015年6月1日発売、ISBN 978-4-09-137408-0
- 『ショコラの魔法〜ティアーズコレクション〜』2018年1月31日発売、ISBN 978-4-09-870044-8
- 『ショコラの魔法〜メモリアルコレクション〜』2021年6月2日発売[28]、ISBN 978-4-09-871387-5 - 実写映画化記念コミカライズ

## OVA
『ちゃお』2011年4月号の付録DVDに前編収録、および2011年5月号の付録DVDに後編収録のオリジナルストーリーのOVAを収録。2011年8月号より『ちゃおちゃおTV!』に収録。また、『ちゃおちゃおTV!』公式ページでも過去作品が無料配信されている。
第6話はDVD-Video機能によるマルチストーリーとなっており、アニメオリジナルの展開では、「もしショコラが契約しなかったら?」のifが描かれた。第1話から第9話までを「炎の章」、第10話から13話までは「心の章」として完結している。

### キャスト（OVA）

#### ムラング・オ・ショコラ 〜悲しみの旋律〜
宮谷 詩音（みやたに しおん）
声 - 高橋美佳子（OVA第1シリーズ第1話・第2話）
ピアノの天才少女。3歳からピアノを習い、ウィーンの音楽学院の有名講師にスカウトされるほど才能の高さを誇る。
練習漬けの毎日に嫌気がさしていた。しかし妬みでいじめを受け、孤立したくないという理由でピアノを止めるチョコを食べ弾けなくなるも、英次によって再びピアノが弾けるようになる。代償は自分を守る心の鎧。その後はピアノをやめようとは思わず、周囲に聞いてもらいたいという心を得た。
川島 律（かわしま りつ）
声 - 藤村歩（OVA第1シリーズ第1話・第2話）
詩音のピアノのライバルで、彼女をいじめのターゲットにしている。
ショコラのチョコで詩音のピアノの才能を受け取る。詩音にショコラのチョコの代償について言われたことには戸惑うが、構わないと開き直る。コンクールで優勝が出来なかった事（それに対してショコラは「あなたの優勝まで約束した覚えはない」と言っている）を逆恨みしショコラを殺害しようとするも、逆にカカオに石化されて黒き闇に墜とされ、代償として人間の姿を失いピアノに変えられた。
大槻 英次（おおつき えいじ）
声 - 水島大宙（OVA第1シリーズ第1話・第2話）
詩音の理解者である写真部。
詩音のピアノ演奏を撮りたいと思い、それから彼女と親しくなる。詩音がピアノを弾く写真で写真コンクール優勝するが、詩音が再びピアノを弾けるようになるチョコを食べ、その代償として優勝を取り消される。

#### ホワイトマカロン 〜後悔の炎〜
今井 絵美（いまい えみ）
声 - 浅井清己（OVA第1シリーズ第5話）
休みの日も妹の子守りをさせられてウンザリしていた少女。
母親は離婚しており仕事の掛け持ちをしている。妹を一人残しをデートに行ったものの留守中に家が火事となり、妹を助けるため1度だけ時間を止められるホワイトマカロンを受け取る。代償として自分勝手な心を失った。
今井亜美（いまい あみ）
声 - 間宮くるみ（OVA第1シリーズ第5話）
絵美の妹。一人で留守番中に火事に遭う。
渡辺慶（わたなべ けい）
声 - 笹田貴之（OVA第1シリーズ第5話）
絵美をデートに誘った少年。
道之部あかり（みちのべ あかり）、日下部ほたる（くさかべ ほたる）
声 - 間宮くるみ（あかり）、関山美沙紀（ほたる）
ともに『たこ☆やきプリンセス』からのゲスト出演。絵美と慶が観に行った映画に登場した。

#### レッドチェリーチョコレート 〜零の記憶〜
光川 緑（みつかわ りょく）
声 - 緑川光（OVA第1シリーズ第9話）
関東製菓コンクール優勝の実力を持つ有望なショコラティエ。ショコラの父・秀我に面影が似ている。
獅堂龍山の手回しにより特殊なカカオ豆クリオロ種が手に入らなくなり自分のチョコレートが作れなくなり、それでも作りたいという欲求は止められない為にショコラに「チョコレート作りへの情熱を消したい」と願うが、ショコラのチョコレートを食べ新たに自分のチョコを作る決心をする。

#### ヴィオレ 〜偽りの恋〜
小林 ルナ（こばやし ルナ）
声 - 堀口あすか（OVA第2シリーズ第3話・通算OVA第12話）
隣のクラスの譲に憧れる女の子。
譲にラブレターを渡そうとするも振られた際の一言が許せず、性格を変えるヴィオレのチョコレートを貰う。チョコの影響で譲と付き合うことになるが、ルナを優しくするだけになった性格の急変に愕然とする。代償として黒き闇に落とされそうになるものの、間違いに気が付いたルナは反省し、代償としてエゴイズムを失った。
一条 譲（いちじょう ゆずる）
声 - 髙橋孝治（OVA第2シリーズ第3話・通算OVA第12話）
ルナの隣のクラスに所属する憧れの男子。
ルナに告白されるが「キモい」の一言で振ってしまう。チョコの影響で性格が変わりルナに告白し、部活もせずに付き合うことになる。チョコの効力が切れると、知りもしない女の子に告白されてもいきなり付き合うことはありえないと白状する。その際に「キモい」は言い過ぎたと反省し、等身大の自分でルナを知ろうとする。
アイ、メグ
声 - 吉本かおり（OVA第2シリーズ第3話・通算OVA第12話）（アイ）、小田珠実（OVA第2シリーズ第3話・通算OVA第12話）（メグ）
ともにルナの友人。

### スタッフ（OVA）
- 原作 - みづほ梨乃
- 企画 - ちゃお編集部
- キャラクターデザイン - 満若高代（第1話-第9話）、佐野隆雄（第10話-）
- 作画監督 - 満若高代（第1話-第9話）
- 美術監督 - 戸杉奈津子（第1話-第9話）、坂本夏海（第10話-）
- 色彩設計 - 南木由実（第1話-第9話）、梅崎ひろこ（第10話-）
- 撮影監督 - 美濃部朋子（第1話-第9話）、小澤篤史（第10話-）
- 編集 - 森田清次・大野雄一（第1話-第9話）、小峰博美（第10話-）
- 音響監督 - 麦島哲也
- 音響効果 - 和田俊也
- 選曲 - 鈴木潤一郎
- 音響製作 - HALF H・P STUDIO
- BGM - tenten
- アニメーション制作 - SynergySP
- アニメーション制作協力 - スタジオ雲雀
- 監督 - 木村真一郎（第1話-第9話）、福島利規（第10話）、小野勝巳（第11話-）
- 制作 - 小学館集英社プロダクション
- 製作著作 - 小学館

### 主題歌（OVA）
主題歌「The Labyrinth 〜ショコラの魔法〜」（第3話-第9話）
作詞 - ラ・ベイユ / 作曲・編曲 - ZAQ Project / 歌 - 伊作梨南
主題歌「Crime and bitter」（第10話-）
作詞 - 千祐 / 作曲・編曲 - tenten / 歌 - 押谷沙樹
劇中歌「ピエタ」（第8話）
歌詞 - ラ・ベイユ / 作詞・作曲・編曲 - YOSHINORI / 歌 - ENA
劇中歌「HOLD!」（第8話）
作詞 - 千祐 / 作曲 - tenten / 編曲 - E.Redford / 歌 - 伊作梨南
作中では「ピエタ」は阿部まりあの曲、「HOLD!」は中洲亜矢の曲として使用。

### 各話リスト（OVA）
| 話数                  | サブタイトル                                 | 脚本                  | コンテ                | 作画監督              | 収録号                |
| 第1シーズン『炎の章』 | 第1シーズン『炎の章』                        | 第1シーズン『炎の章』 | 第1シーズン『炎の章』 | 第1シーズン『炎の章』 | 第1シーズン『炎の章』 |
| --------------------- | -------------------------------------------- | --------------------- | --------------------- | --------------------- | --------------------- |
| 第1話                 | ムラング・オ・ショコラ 〜悲しみの旋律〜 前編 | 福田裕子              |                       |                       | 2011年4月号           |
| 第2話                 | ムラング・オ・ショコラ 〜悲しみの旋律〜 後編 | 福田裕子              | 2011年5月号           |                       |                       |
| 第3話                 | タルトレット 〜静寂の雨〜                    | 金春智子              | 満若高代              | 2011年8月号           |                       |
| 第4話                 | パルフェ 〜秋の日の憂鬱〜                    | 金春智子              | 満若高代              | 2011年10月号          |                       |
| 第5話                 | ホワイトマカロン 〜後悔の炎〜                | 金春智子              | 満若高代              | 2011年11月号          |                       |
| 第6話                 | レッドチェリーチョコレート 〜零の記憶〜      | 金春智子              | 満若高代              | 2011年12月号          |                       |
| 第7話                 | ピュアハートチョコレート 〜ハートの純真〜    | 金春智子              | 満若高代              | 2012年2月号           |                       |
| 第8話                 | ガトーオペラ 〜歌姫の誘惑〜                  | 金春智子              | 満若高代              | 2012年3月号           |                       |
| 第9話                 | レッドチェリーチョコレート 〜零の終焉〜      | 金春智子              | 満若高代              | 2012年5月号           |                       |
| 第2シーズン『心の章』 |                                              |                       |                       |                       |                       |
| 第10話                | チョコレートモールド 〜心の鍵〜              | 金春智子              | 福島利規              |                       | 2012年9月号           |
| 第11話                | フランボワース 〜美しき罪〜                  | 金春智子              | 小野勝巳              | 2012年10月号          |                       |
| 第12話                | ヴィオレ 〜偽りの恋〜                        | 金春智子              | 小野勝巳              | 中村純子              | 2013年1月号           |
| 第13話                | マンディアン 〜命のカタチ〜                  | 金春智子              | 小野勝巳              | 小林ちゃお            | 2013年2月号           |

## 実写映画
2021年6月18日に公開。主演は本作が映画初出演にして初主演作となる山口真帆。劇中に登場する魔法のチョコレートは、Toshi Yoroizukaのオーナーシェフである鎧塚俊彦によって創作された。

### キャスト（実写映画）
- 哀川ショコラ：山口真帆[30]
- 飯田直：岡田結実[32]
- 西尾猛：中島健[29]
- 仁科愛利：桜田ひより[29]
- 水無月花音：畑芽育[29]
- 小泉真理恵：上野鈴華[29]
- 森幸太郎：森希翔[29]
- 香坂玲子：神岡実希[29]
- 梶田七瞳：吉田あかり[29]
- 豊田里穂：湯川玲菜[29]
- 中川凛子：川口葵[29]
- 田山恵里香：西本まりん[29]
- 相場武夫：袴田吉彦[29]
- 記者2：東貴博[29]
- 大前知子：三浦真椰[29]
- カカオ・テオブロマ：綱啓永[29]

### スタッフ（実写映画）
- 原作：みづほ梨乃『ショコラの魔法』（小学館 / ちゃおホラーコミックス）[30]
- 監督：森脇智延[30]
- 脚本：金沢達也[30]
- プロデューサー：古郡真也、大坪加奈[30]
- 撮影：大石弘宣[29]
- 照明：田中健一[29]
- 録音：甲斐匡[29]
- 映像：青田保夫[29]
- 編集：穗垣順之助[29]
- 美術：三宅浩[29]
- 美術デザイン：皆川達也[29]
- アートコーディネート：竹田政弘[29]
- 装飾：横田素乃子[29]
- 持道具：網野高久[29]
- 衣装：佐藤七、網野正和[29]
- メイク：高村三花子[29]
- VFX：山本雅之、柴田実久[29]
- 選曲・音響効果：壁谷貴弘[29]
- 記録：笹本千鶴[29]
- 監督補：國武俊文[29]
- 制作担当：碓井祐介[29]
- 配給：イオンエンターテイメント[29]
- 宣伝：キグー[29]
- 制作：FILM[30]
- 製作：映画「ショコラの魔法」製作委員会[30]